# Lotefe Ali Cã
Lotefe Ali Cã (em persa: لطفعلى خان زند; romaniz.: Loft Ali Ḫan‎; 1769–1794) foi o último xá da dinastia Zande (reinado 1789–1794).

## Biografia
Lotefe Ali Cã Zande chegou ao poder depois de uma década de lutas internas entre uma sucessão de chefes Zande violentos e incompetentes depois da morte de Carim Cã em 1779. Seu fracasso em chegar a um acordo em relação ao sucessor que governasse com a mesma benevolência que Carim Cã prejudicou a popularidade dos Zande. Um grande número de líderes locais e regionais começou a se aliar com o eunuco Maomé Cã Cajar e ficar contra os Zande, tentando derrotá-los e sucede-los.
Informações sobre a personalidade e o bom comportamento de Lotefe Ali Cã o descreveram como uma pessoa de grande coragem e perseverança que inspirou grande lealdade entre seus seguidores. Ele foi capaz de derrotar Aga Maomé Cã Cajar, e pode ter restaurado a dinastia e o bom nome de sua família. Mas um erro fatal em uma batalha crucial efetivamente acabou com suas ambições. Com sua derrota os 44 anos de reinado dos Zande chegaram ao fim e o primeiro capítulo de uma dinastia de 131 anos, a dinastia Cajar foi escrito.
O filho de Jafar Cã, Lotefe Ali Cã chegou ao trono em 1789 devido a morte de seu pai. Jafar Cã foi envenenado por um escravo comprado de um membro rival da família, Saíde Murade Cã. Sabendo do assassinato de seu pai, Lotefe Ali Cã marchou para Xiraz. Saíde Murade Cã foi forçado a se render e foi executado.
Logo após assumir o trono, o principal rival de Lotefe Ali Cã, Aga Maomé Cã da Dinastia Cajar, marchou pelo sul de Xiraz. Os dois exércitos deles se encontraram fora da cidade em uma batalha em que Aga Maomé Cã prevaleceu, usando camelos para assustar os cavalos Zande no campo de batalha. Apesar dessa derrota, o líder Zande foi capaz de segurar Xiraz até as forças Cajar marcharem até Teerã.
No ano seguinte, 1790, Lotefe Ali Cã liderou suas forças contra o Governador da Carmânia, que recusou-se a aparecer para manifestar apreço ao líder Zande. Essa campanha fracassou devido ao inverno severo que fez ele perder muitos homens. Em 1791, Lotefe Ali Cã marchou para restabelecer seu controle sobre as áreas de Ispaã, uma de suas atitudes em relação a isso fez ele perder muitos de seus seguidores.
Com apenas alguns seguidores, ele fugiu para Buxer, lá ele encontrou-se com um líder local hostil. Com a ajuda de um simpático governador na cidade portuária de Bandar Rig, Lotefe Ali Cã teve um exército pequeno de habitantes locais e com a ajuda deles, derrotou um ataque de Buxer e Cazerum. O governador de Cazerum foi capturado e preso.

## Captura e morte

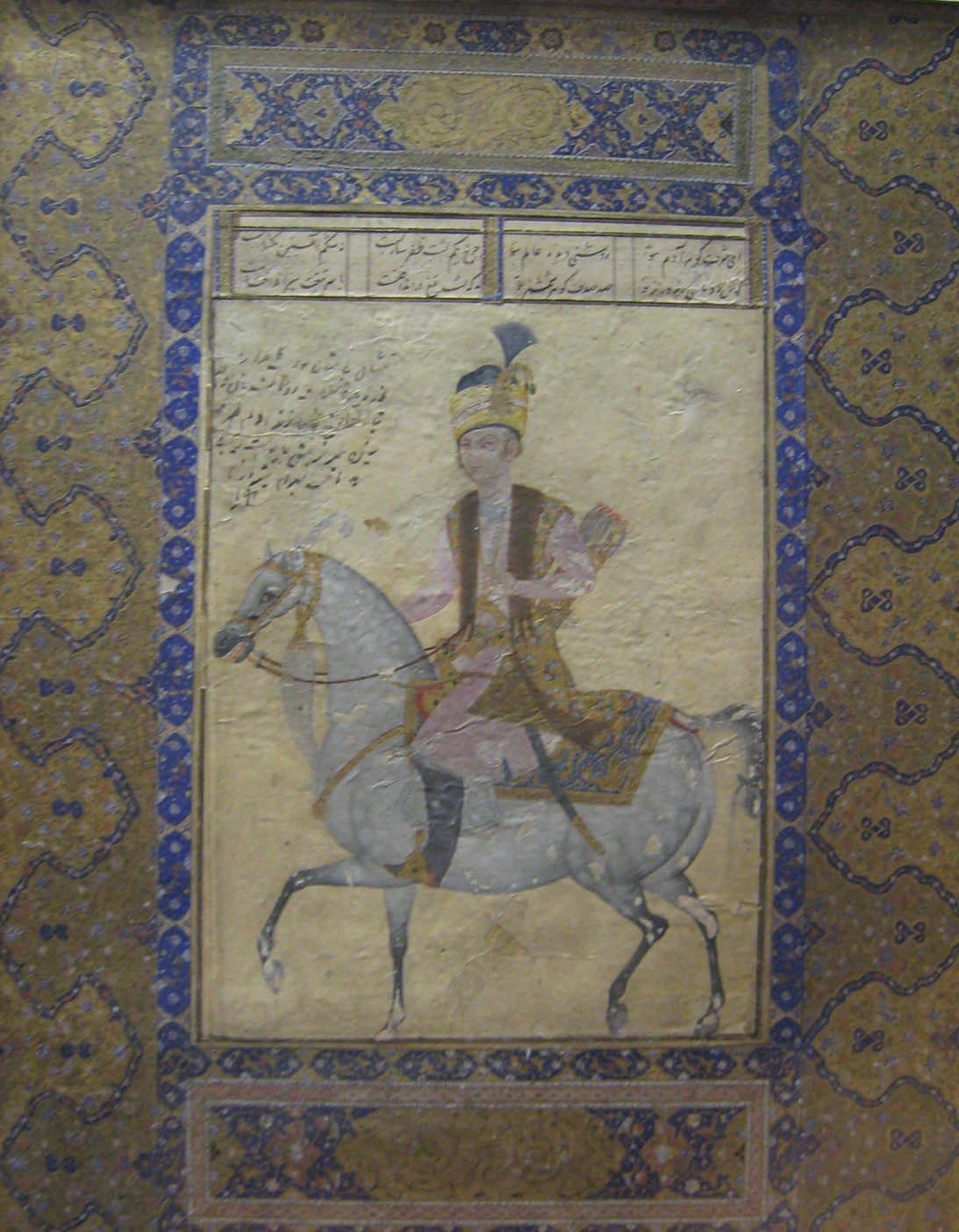
Retrato em miniatura de Lotefe Ali Cã, século XVIII, Museu Nacional do Irão

Lotefe Ali Cã foi traído pelo governante de Bam que temia que seu irmão tivesse caído sob o domínio de Cajar em Carmânia. Lotefe Ali Cã foi capturado pouco depois. De acordo com uma lenda Lotefe Ali Cã lutou contra 14 homens com uma só mão antes de falhar.
O último dos governantes Zande foi entregue a Aga Maomé Cã que esperou muito para vingar-se de seu arque-rival. reportasse que Lotefe Ali Cã foi cegado. Ele foi castrado por vingança de Aga Maomé Cã. Lotefe Ali Cã foi preso, torturado e estuprado em Teerã por quase três anos antes de morrer.

## Legado
O escritor britânico Harford Jones Brydges dizia que Lotefe Ali era, "o mais cavalheiresco dos reis da Pérsia." Brydges escreve tristemente sobre sua morte "filhinho que foi castrado", suas filhas que foram forçadas a casar "a escória da terra" e sua esposa que foi desonrada.
Seu retrato está no Museu de Belas Artes do Palácio Sa'dābād. Dizem que Lotefe Ali Cã foi extremamente habilidoso com a espada.
Atualmente, uma das muitas avenidas de Xiraz possuem o nome Lotefe Ali Cã Zande. Em Xiraz e outras cidades, ruas possuem o nome do patriarca Zande Carim Cã. Os zandes são os únicos governantes da Pérsia que tiveram os nomes preservados no período pós-revolucionário. Isso se deve ao fato de que Carim Cã Zande nunca reivindicou o título de rei ou xá, mas escolheu simplesmente escolheu o título de Vakil e-Ra'aayaa (Representante do povo).